# Беркутов, Александр Андреевич
Беркутов Александр Андреевич (31 мая 1986, Пермь, СССР) — российский хоккеист, защитник, хват клюшки — левый.

## Карьера
Воспитанник хоккейной школы пермского «Молота-Прикамье» в котором дебютировал на высшем уровне. Выступал в составе «Молота», за его молодёжную и основную команды, до 2008 года.
В сезоне 2008/2009 перешёл в систему московского «Спартака», в составе которого дебютировал в КХЛ. 27 октября 2008 года, был признал лучшим защитником недели. Тогда, в двух встречах подряд, он набрал четыре очка по системе «гол+пас» — (1+3). Провёл в составе «Спартака» два полноценных сезона, с краткосрочными командировками в родной «Молот» и столичные «Крылья Советов». Всего, в составе «Спартака», Александр провёл 75 матчей и заработал 24 результативных очка по системе «гол+пас» — (7+17).
В сезоне 2010/2011 перешёл в московский «ЦСКА». Однако заиграть в составе «армейцев» у Александра не получилось и после всего 6 проведённых матчей он был обменян в екатеринбургский «Автомобилист», на выбор в первом раунде драфта юниоров КХЛ 2012. В составе «Автомобилиста», до конца сезона, Александр провёл 12 встреч и отдал одну результативную передачу.
Сезон 2011/2012 Беркутов провёл в составе тольяттинской Лады, выступавшей на тот момент в ВХЛ — 53 матча и (14+26) очков по системе «гол+пас» в регулярном чемпионате, а также 2 результативные передачи, за 4 проведённые игры в плей-офф.
Межсезонье провёл с ханты-мансийской «Югрой», однако клубу не подji`k. Сезон 2012/2013 начfk в составе родного «Молота-Прикамье». Проведя за пермяков 10 матчей и отдав 2 результативные передачи, перешёл в систему тюменского «Рубина», в составе которого за оставшуюся часть сезона провёл 20 матчей и отдаёт 8 результативных передач.
В сезоне 2013/2014 заключил контракт с воронежским «Бураном».